# Sacrifice (2007)
Sacrifice (2007) est un événement pay-per-view de catch produit par la Total Nonstop Action Wrestling (TNA), qui a eu lieu le 13 mai 2007 au TNA Impact! Zone à Orlando, en Floride. Il s'agissait du troisième événement dans la chronologie Sacrifice. Neuf combats de lutte professionnelle ont été présentés sur l'événement de la carte.

## Contexte
Les spectacles de la Total Nonstop Action Wrestling en paiement à la séance sont constitués de matchs aux résultats prédéterminés par les scénaristes de la TNA. Ces rencontres sont justifiées par des storylines — une rivalité avec un catcheur, la plupart du temps — ou par des qualifications survenues dans les émissions de la TNA telles que TNA Xplosion et TNA Impact!. Tous les catcheurs possèdent un gimmick, c'est-à-dire qu'ils incarnent un personnage gentil ou méchant, qui évolue au fil des rencontres. Un pay-per-view comme Destination X est donc un événement tournant pour les différentes storylines en cours.

## Résultats en détail

### Match de la soirée
- Chris Sabin défait Jay Lethal et Sonjay Dutt dans un match de trois voies pour conserver le TNA X Division Championship (13:00)
  - Sabin a effectué le tombé Dutt avec un roll-up.
  - Après le match, Dutt attaqué Kevin Nash.

- Robert Roode (avec Mme Brooks) a battu Jeff Jarrett (11:21)
  - Roode a effectué le tombé Jarrett avec le gain.

- Christopher Daniels défait Rhino (10:01)
  - Daniels a effectué le tombé Rhino après l'avoir frappé avec une batte de baseball.

- Basham et Damaja (avec Christy Hemme) défait Kip James dans un match Handicap (04:26)
  - Basham a effectué le tombé sur James après un coup de boule plongée.
  - BG James était prévue pour le match, mais a été attaqué par Basham et Damaja avance.

- Chris Harris défait James Storm dans un Texas Death match (17:14)
  - Harris a remporté le match quand il a effectué le tombé sur Storm après l'avoir frappé avec une bouteille de bière et la tempête ne pouvait pas répondre le compte de 10.

- Jerry Lynn battu Tiger Mask IV, Alex Shelley, et Senshi dans un Four Corners match (10:43)
  - Lynn a effectué le tombé sur Shelley avec un roll-up.
  - Après le match, Shelley et Chris Sabin attaquent Lynn jusqu'à ce que Bob Backlund ait effectué l'arrêt.

- Team 3D (Brother Ray et Brother Devon) ont battuent Scott Steiner et Tomko et de l'Amérique latine Xchange (Homicide et Hernandez) dans un -Way Dance Trois pour conserver le TNA World Tag Team Championship (12:38)
- Ray a effectué le tombé Tomko après un 3D
  - Après le match, Tomko attaqué Steiner, mais il fut sauvé par son frère Rick Steiner

- Samoa Joe défait AJ Styles (12:48)
  - Joe a effectué le tombé après un Styles nu suplex étranglement arrière.

- Kurt Angle battu Sting et Christian Cage (c) dans un match à trois voies pour gagner le TNA World Heavyweight Championship (10:45)
  - Angle forcé Sting à soumettre avec le Ankle Lock alors qu'il avait Cage a effectué le tombé. **L'arbitre a déclaré le vainqueur Angle.

La NWA rompu toutes les relations commerciales avec la TNA tôt dans la journée, elle a  repris le contrôle sur le NWA World Heavyweight Championship et le NWA World Tag Team Championship. Cette nouvelle à donc du retiré les titres à Christian et la Team 3D lors de l’évènement